# 안드로겐
안드로겐(androgen) 또는 안드로젠 또는 남성호르몬은 남성의 성 호르몬의 작용을 나타내는 모든 물질을 일컫는 말이다. 남성 생식계의 성장과 발달에 영향을 미치는 호르몬을 모두 총칭하여 남성호르몬이라고 한다. 남성의 2차 성징 발달에 작용하는 호르몬으로 주로 남성의 정소에서 분비되며 일부는 부신피질과 여성의 난소에서도 분비된다. 1936년에 처음 발견되었으며 태아의 성분화를 촉진시키고, 남성생식기관(전립선, 정낭, 부정소, 외부생식기 등)의 기능을 유지한다. 또한 남성의 2차 성징이 나타나도록 하며, 정자형성을 촉진 및 황체형성호르몬의 분비를 억제시키기도 한다. 또한 피지선을 자극해 피지의 생성을 촉진시키기도 한다.

## 종류
안드로겐은 탄소원자 19개를 가진 스테로이드로서, 고환에서 분비되는 테스토스테론을 비롯하여 그것이 변하여 오줌 속에 배설되는 안드로스테론이나 디히드로에피안드로스테론 등과 부신피질에서 분비되는 아드레노스테론 등이 있다.
- 디히드로에피안드로스테론 (DHEA): 부신피질에서 콜레스테롤이 변형되어 스테로이드 호르몬 형태로 형성된다. 또한 에스트로겐의 첫 번째 전구체의 역할을 띠고 있다.
- 안드로스테네디온 (Andro): 고환, 부신피질, 난소로부터 안드로겐 스테로이드 형태로 형성된다. 안드로스테네디온은 대사적으로 테스토스테론이나 다른 안드로겐으로 바뀌기도 한다. 육상선수나 보디빌더가 안드로스테네디온을 섭취하는 것은 국제 올림픽 위원회에와 다른 운동 기관에 의해 금지되어 있다.
- 안드로스테네디올: 고나도트로핀의 분비에 있어서 대사적으로 주요한 조절자로 쓰인다.
- 안드로스테론: 안드로겐이 잘못 생성되었을 동안 생기는 부작용으로써, 프로게스테론으로부터 유래하기도 한다. 또한 근육 조직에 안좋은 영향을 미친다. 이것은 남자와 여자의 오줌과 혈장에서 동일한 양이 생성된다.
- 디하이드로테스토스테론 (DHT): 부신피질에서 형성되는 테스토스테론의 대사 산물이며, 안드로겐 수용체에 테스토스테론보다 더 강하게 결합한다.

## 기능

### 남성의 발달

#### 고환의 형성
포유동물의 발달기간동안, 생식샘은 고환이나 난소가 될 가능성을 모두 가지고 있다. 사람의 경우, 태아가 약 4주정도 되었을 때 고환의 흔적기관은 발달하는 신장 옆의 중배엽에 존재한다. 약 6주정도가 되면, 상피세포에 존재하는 성삭은 고환 주변에서 생성된다. 그 후, 고환의 생식세포로 들어가서 발달한다. 남자의 경우, 특정한 Y 염색체 유전자인 SRY가 남성의 표현형을 결정한다.

#### 안드로겐의 역할
남성이 사춘기에 이르면 뇌하수체 전엽의 간질세포자극호르몬에 의해서 간질세포가 성숙하여, 테스토스테론 등의 남성호르몬을 분비한다. 정낭, 전립선, 외성기의 발육, 유지 등의 작용을 하며, 제2차성징을 나타낸다. 또한 골격근 등의 단백질 동화촉진작용을 한다.

#### 안드로겐의 생성
중배엽으로부터 파생되는 상피 발전 고환에 있는 세포는 세르톨리 세포가 된다. 적은 양의 비 상피 세포 인간 태아 발달의 주 8까지 세관 사이에서 나타난다. 이들은 레이디히 세포라고 한다. 이들이 빨리 분화한 후에, 레이디히 세포는 안드로겐 생성을 시작한다.

### 정자 형성
다세포동물의 수컷에서 정원세포로부터 감수분열에 의하여 정자가 형성되는 과정이다. 정원세포의 일부는 성숙분열 준비기에 들어가 제1차 정모세포가 된다. 1회의 성숙분열을 하여 2개의 제2차 정모세포가 된다.
이것이 다시 감수분열해 4개의 정자세포가 되는데 정자세포는 정자변태라는 일련의 복잡한 구조 변화를 거쳐서 세포질의 대부분을 버리고 정자로 분화한다.

### 근육
남자는 대체적으로 여자보다 근육이 많다. 안드로겐이 근육 세포를 크게 만드는 것을 촉진시킨다. 근육을 만들도록 신호를 전달하는 세포는 근아세포이다. 근아세포가 결합하면 근관이 되고, 이렇게 되는 과정은 수용체의 발현 정도에 따라 결정된다.

## 안드로겐 무감응 증후군
안드로겐 무감응 증후군은 현재까지 유전 및 임상적으로 네 가지가 알려져 있다. 가장 일반적인 유형으로는 정소가 완전히 여성화되는 CTF(complete testicular feminization)으로서 성연관 열성 유전을 한다. 또 다른 유형으로는 성연관 열성 유전으로 추정되는 유전성 불완전 웅성 I형(FIMP type I, familial incomplete male pseudohermaphroditism type I), 그리고 상염색체성 열성유전병인 유전성 불완전 웅성 위반음양증 Ⅱ형(FIMP type Ⅱ), 그리고 유전방식이 정확히 알려지지 않은 정소의 불완전한 여성화형(ITF,incomplete testicular feminization)이 있다. 이들은 모두 표현형적, 유전적 혹은 내분비적으로는 차이가 있지만 안드로겐에 대한 내성으로 인한 웅성위반음양을 보이는 특징이 있다.

### CTF
핵형은 남성의 핵형인 XY로 나타난다. 가장 흔한 안드로겐 내성 증후군으로, 가슴이 발달하고 겨드랑이에 체모 발생이 거의 없거나 드물다. 여성의 외부 생식기를 가지고 있지만 짙게 폐색되어 있으며 모든 내부 생식기가 결여된다. 내분비상으로는 테스토스테론에 대해 저항성을 가지고 생식선 자극호르몬의 수준이 높게 나타난다. 또한 정상적인 테스토스테론의 수준과 정상 남성 보다 높은 수준의 에스트로겐이 관찰된다.

### 유전성 불완전 웅성 I형(FIMP type I)
이 안드로겐 내성 증후군의 종류는 아주 드물기 때문에 충분한 사례 연구가 이루어지지 못하고 있으며, 성연관 유전으로 추정되고 있다.

### 유전성 불완전 웅성 위반음양증 Ⅱ형(FIMP type Ⅱ)
상염색체 성열성유전병으로, 디하이드로테스토스테론을 합성하지 못하여 나타나는 유전병이다. CTF와 임상적으로나 내분비적으로 구분되긴 하지만 표현형은 비슷하게 나타난다.

### ITF
이 유전병도 유전되는 방식이 확실하게 연구가 이루어지지 않고 있다. 의사들은 디하이드로테스토스테론(DHT) 결합 단백질의 기능이 불완전하여 나타나는 증상으로 보고 있다.

## 안드로겐 탈모
안드로겐 탈모는 남성 호르몬인 테스토스테론에 대한 모근의 유전적인 과민성으로 인해 나타난다. 이는 탈모의 원인 중 대략 80% 정도를 차지한다. 여성에게도 남성호르몬인 테스토스테론이 생성되기 때문에 남성과 여성 모두에게 영향을 미친다. 모근이 디하이드로테스토스테론(DHT)과 같은 변성화된 남성 호르몬에 의해 자극을 받으면 모발의 수명이 급격히 감소한다. 이러한 민감성은 유전된다. 결국 모발이 짧아지고 가늘어지면 조기에 빠지게 되어 결국 두피의 모발이 부분적으로 혹은 전체적으로 없어져 대머리가 된다.

## 같이 보기
- 테스토스테론
- 고환
- 정자